# Бран (Јаши)
Бран (рум. Bran) насеље је у Румунији у округу Јаши у општини Голајешти. Oпштина се налази на надморској висини од 36 m.

## Становништво
Према подацима из 2011. године у насељу је живело 1 становника.